# Julius Bab
Julius Bab, född 11 december 1880 i Berlin, död 12 februari 1955 i New York, var en tysk dramatiker och teaterkritiker.
Bland Babs skrifter märks skådespelet Der Andere (1907), och litteraturhistoriska verk som Wege och Neue Wege zum Drama (2 band 1906–1911) som kritiskt behandlar tysk teaterkonst och teaterdiktning, Der Mensch auf der Bühne (3 band 1910), Der Wille zum Drama (1919), Revolutionsgedichte och Das Leben Goethes 1921) med flera. Allt av honom brändes av nationalsocialister under de landsomfattande bokbålen i Nazityskland 1933.